# Ghiacciaio Narezne
Il ghiacciaio Narezne (in inglese  Narezne Glacier) è un ghiacciaio lungo 7 km e largo 2,2, situato sulla costa di Loubet, nella parte occidentale della Terra di Graham, in Antartide. In particolare, il ghiacciaio si trova sul versante ovest dell'altopiano di Avery, a sud del ghiacciaio Field, a nord-ovest del ghiacciaio Finsterwalder e a nord del ghiacciaio Haefeli e da qui fluisce verso nord-ovest fino ad unire il proprio flusso a quello del ghiacciaio Field, poco a ovest del picco Barziya.

## Storia
Il ghiacciaio Narezne è stato così battezzato dalla Commissione bulgara per i toponimi antartici in associazione con la cala di Narezne, nella Bulgaria nord-occidentale. 